# 흐리스토스 사르체타키스
흐리스토스 사르체카키스(그리스어: Χρήστος Σαρτζετάκης, 1929년 4월 6일 ~ 2022년 2월 3일)는 그리스의 법학자이자 파기원의 대법관으로 1985년부터 1990년까지 그리스의 대통령을 역임했다.